# Giovanni Domenico Mansi
Giovanni Domenico Mansi, född den 16 februari 1692 i Lucca, död där den 27 september 1769, var en italiensk teolog.
Mansi, som från 1765 var ärkebiskop i sin födelsestad, utgav bland annat en om grundlig forskning och kritisk insikt vittnande samling av kyrkomötenas förhandlingar och beslut, Sacrorum conciliorum nova et amplissima collectio (31 folioband, 1757–1798; nytryck 1900), omfattande tiden till 1509.